# Freie Universität (Thielplatz) (metropolitana di Berlino)

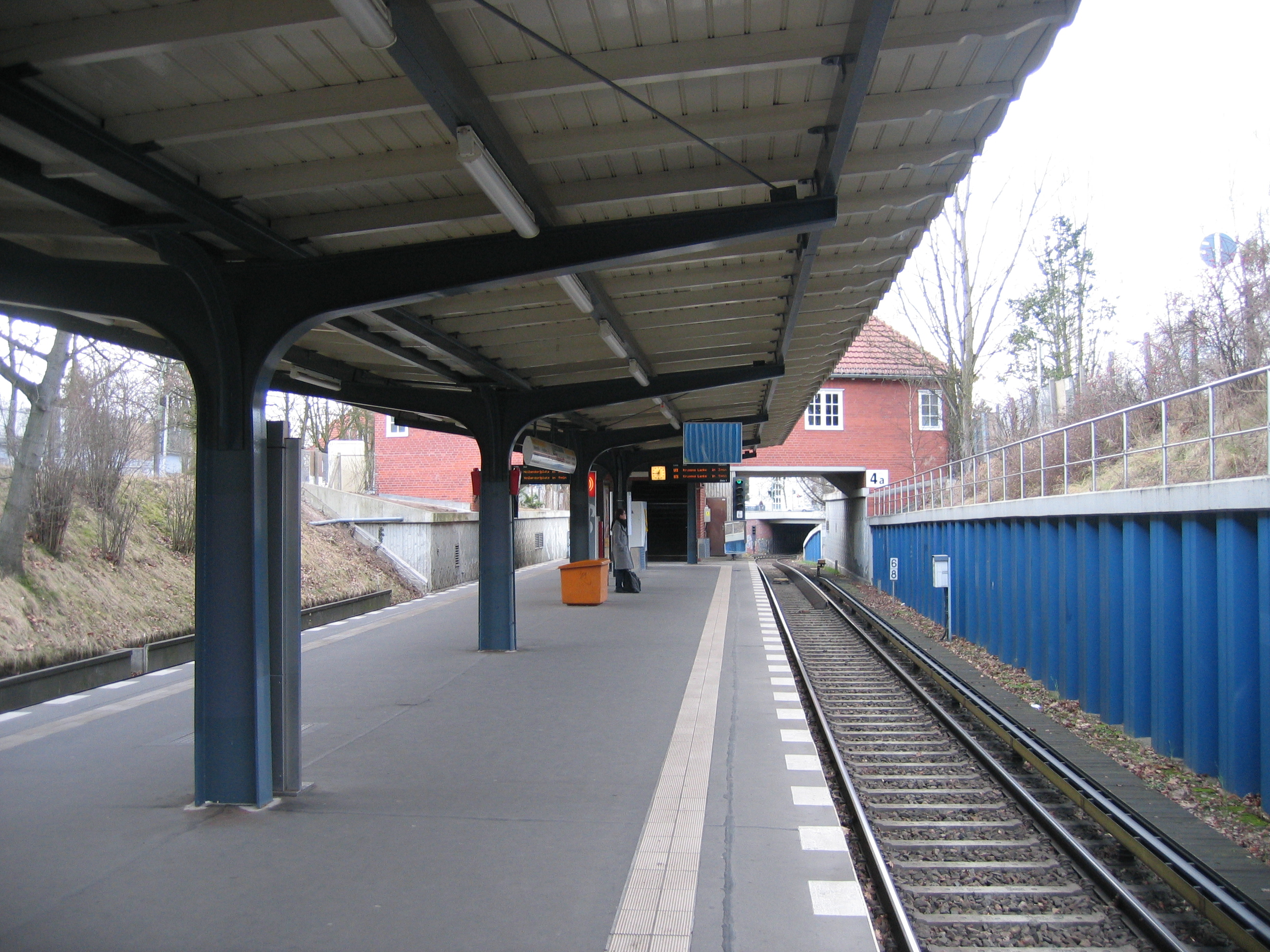
La banchina

La stazione di Freie Universität (Thielplatz) è una stazione della metropolitana di Berlino, sulla linea U3.
È posta sotto tutela monumentale (Denkmalschutz).

## Storia
La stazione, in origine denominata “Thielplatz”, fu progettata come capolinea meridionale della cosiddetta “Dahlemer Schnellbahn”, ovvero la diramazione della metropolitana ideata per incentivare lo sviluppo edilizio nella zona di Dahlem; tale tratta venne aperta all’esercizio il 12 ottobre 1913.
Dopo la prima guerra mondiale, a causa dell’urbanizzazione sempre crescente dell’area, la linea venne ulteriormente prolungata fino al nuovo capolinea di Krumme Lanke; tale tratta entrò in servizio il 22 dicembre 1929.
L’11 dicembre 2016 la stazione venne ridenominata “Freie Universität (Thielplatz)”, per segnalare la vicinanza all’Università libera di Berlino.

## Strutture e impianti
La stazione, posta in trincea, conta due binari serviti da una banchina centrale ad isola.
Nei primi anni di esercizio era annesso alla stazione un piccolo deposito-officina, abbandonato con il prolungamento della linea nel 1929.